# Konghou

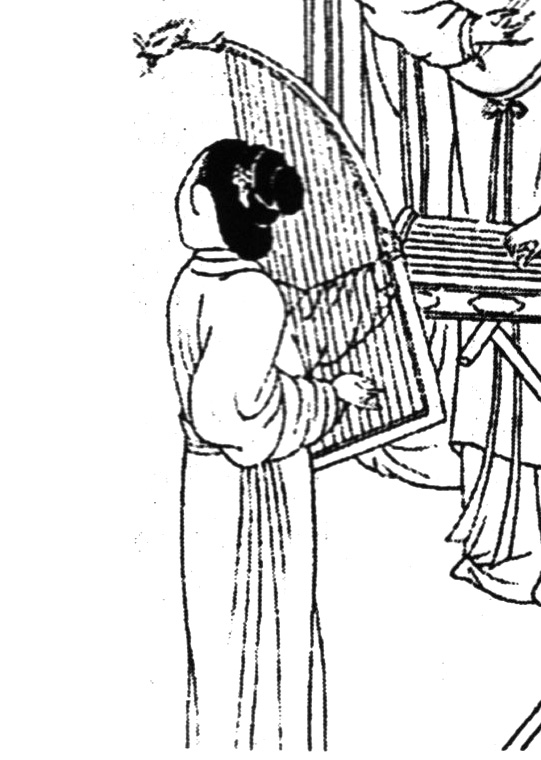
Konghou

Konghou (chinesisch 箜篌, Pinyin kōnghóu) ist ein altchinesischer Begriff für unterschiedliche Zupfinstrumente, der zuerst aus einer chinesischen Quelle des 2. Jahrhunderts v. Chr. bekannt wurde. In den Texten, die nicht-chinesische Musikensembles beschreiben, die an den Höfen der Sui-Dynastie (581–618) und Tang-Dynastie (618–907) auftraten, bezieht sich konghou auf Zupfinstrumente aus Indien, Korea und anderen Regionen. Üblicherweise wird konghou mit „Harfe“ übersetzt. 
Namenszusätze dienten zur Spezifizierung der Form: shu-konghou (vertikale konghou, vertikale Winkelharfe), wo-konghou (horizontale konghou) und fengshou konghou (phönixköpfige konghou). Alle drei Formen sind in der musiktheoretischen Abhandlung Yuè Shū (Buch der Musik) von Chen Yang von 1104 abgebildet, wobei die wo-konghou als Winkelharfe in waagrechter Position erscheint. In der Enzyklopädie Sancal Tuhui von 1607 wird die wo-konghou dagegen als lange Brettzither abgebildet. Die Winkelharfe konghou gehört zu den eingeführten Instrumenten und geht möglicherweise auf die persische tschang zurück. Nach dem 14. Jahrhundert verschwand die Winkelharfe in China.
Seit dem 20. Jahrhundert wird unter dem Namen konghou eine chinesische Harfe gebaut, deren Form sich ungefähr an der europäischen Konzertharfe orientiert.

## Bauform
Die horizontal gespielte wo-konghou hatte feststehende Brücken und die Saitenzahl variierte zwischen fünf und sieben. Es gab sie bereits während der Zeit der Frühlings- und Herbstannalen (770–476 v. Chr.)
Die stehende, vertikal gespielte shu-konghou soll ursprünglich während der Westlichen Han-Dynastie (206 v. Chr. bis 25 n. Chr.) bzw. Östlichen Han-Dynastie (25–220) aus Europa über Zentralasien, die Seidenstraße entlang, in China eingeführt worden sein. Die shu-konghou war bogenförmig geformt und besaß 7, 15, 22 oder 23 Saiten. Sie wurde mit beiden Händen gespielt, doch nur mit Daumen und Zeigefingern.
Die Bogenharfe fengshou konghou (Phönixkopfharfe), so benannt wegen ihrer Verzierung am Ende des Saitenbogens, kam zur Zeit der Östlichen Jin-Dynastie (317–420) ebenfalls über die Seidenstraße aus Indien (Bogenharfe vina) nach China. Einige der Saiten wurden an den Hals der Harfe geheftet, während andere einfach angebunden wurden. Der Klangkörper war bootsförmig wie bei der burmesischen saung gauk.

## Herkunft
Mit der konghou wurde während der Westlichen Zhou-Dynastie (11. Jahrhundert v. Chr. bis 771 v. Chr.) im Königreich Chu Yayue (Hofmusik) gespielt. Später fand sie auch im Volk Verbreitung.
Die wo-konghou wurde zum ersten Mal in niedergeschriebenen Texten in der Zeit der Frühlings- und Herbstannalen (770–476) erwähnt.
Die su-konghou erschien zuerst in der Östlichen Han-Dynastie (25–220) und wurde im Musikgenre Qingshangyue verwendet.
In der Zeit der Jin-Dynastie (265–420) entstand das Gedicht „Der Pfau fliegt in Richtung Südost“, in dem geschildert wird, dass die Mädchen mit 15 Jahren die Harfe konghou spielen lernten.
Die fengshou konghou wurde aus Indien während der Östlichen Jin-Dynastie (317–420) nach China gebracht.
Mit Beginn der Sui-Dynastie (581–618) wurde die konghou immer beliebter und beim Yayue (Bankettmusik) und während der Blütenzeit der Tang-Dynastie (618–907) im Orchester für Hofmusik eingesetzt, fand jedoch auch für Volkstänze Verwendung. Die Spieltechnik erreichte ein so hohes Niveau, dass sie sogar in Gedichten beschrieben und berühmt wurde.
Ende des 14. Jahrhunderts, zu Beginn der Ming-Dynastie (1368–1644), verschwand die konghou, war jedoch weiterhin auf Wandmalereien und Reliefbildern zu erkennen.

## Verbreitung

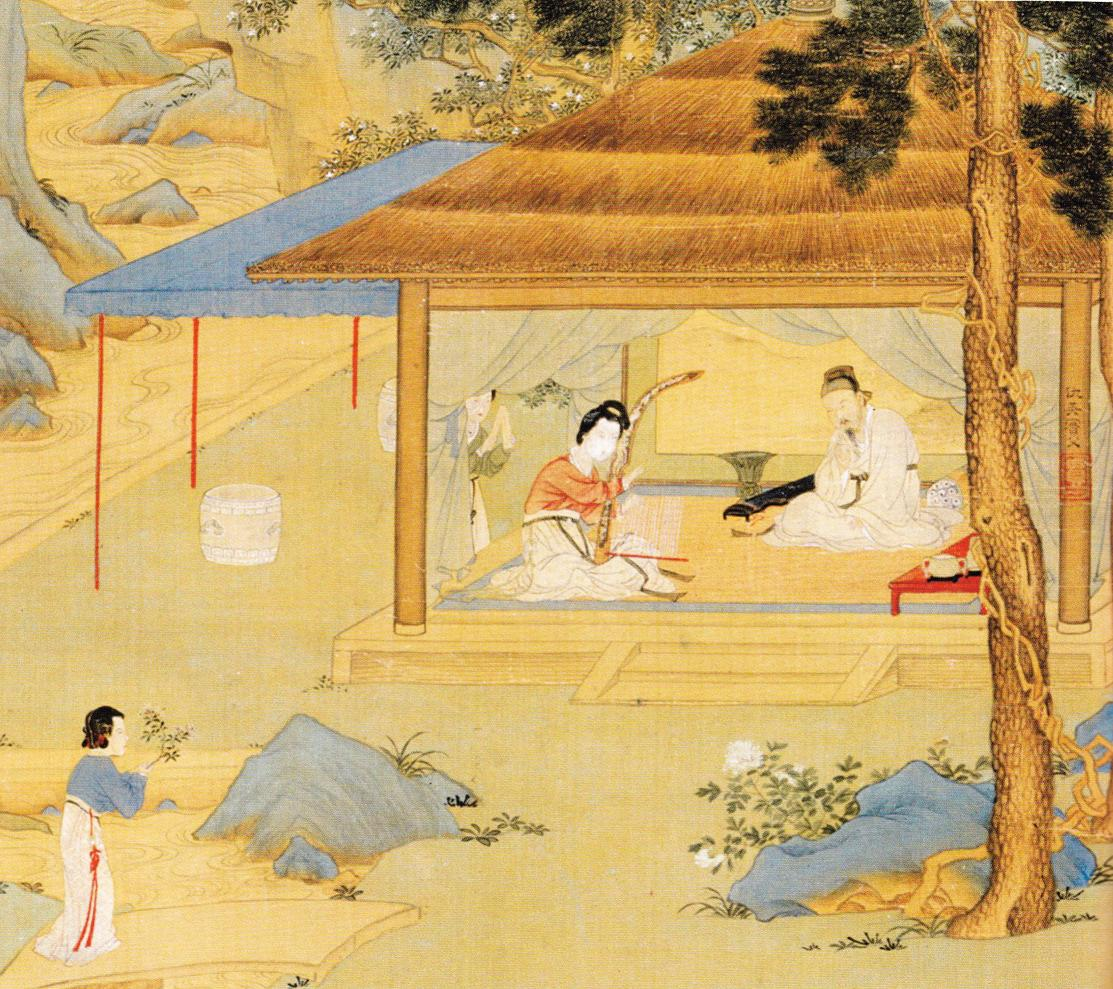
Frauen spielen konghou, Ausschnitt eines Gemäldes von Qiu Ying, Ming-Dynastie.

Während der Tang-Dynastie wurde die konghou nach Korea und Japan überliefert.

### Korea
Im alten Korea wurde die Winkelharfe gonghu (hangul 공후; hanja 箜篌) genannt, wird heute jedoch nicht mehr benutzt. Wie in China gab es auch in Korea drei verschiedene Bauformen:
- Sogonghu (hangul 소공후; hanja 小箜篌; wörtlich „kleine Harfe“)[7]
- Sugonghu (hangul 수공후; hanja 豎箜篌; wörtlich „vertikale Harfe“)[8]
- Wagonghu (hangul 와공후; hanja 臥箜篌; wörtlich „liegende Harfe“)[9]

### Japan
Ähnlich wie die konghou wurde die in Japan verwendete kugo (箜篌 / く ご, weil aus Kudara kommend, manchmal kudara-goto, 百 済 琴 / く だ ら ご と, genannt) bei einigen Togaku-Aufführungen während der Nara-Periode benutzt. „Togaku“ ist die japanische Aussprache für die „Musik der Tang Dynastie“, die ab dem 8. Jahrhundert in die Kultur Japans einfloss. Im 10. Jahrhundert schien die kugo ausgestorben zu sein, doch wurde sie vor kurzem wieder in Japan aufgenommen und bis heute als kaiserliche Hofmusik aufgeführt wird. Der japanische Komponist Mamoru Fujieda komponierte für sie.
Im Seisoyin-Gebäude des Toriy-Tempels in Japan werden Bruchstücke von zwei konghou aus der Tang-Dynastie aufbewahrt.
Tomoko Sugawara (Harfenspielerin aus Tokio) nahm eine spielbare kugo des Harfen-Baumeisters Bill Campbell in Betrieb und wurde für ihr Album „Entlang der Seidenstraße“ im Jahr 2010 für den Independent Music Awards nominiert. Sugawara spielte auf der kugo sowohl traditionelle als auch neu geschriebene Werke.

## Moderne Konghou
Sowohl in den 1930er als auch in den 1950er Jahren versuchten Musiker und Instrumentenbauer in China vergeblich aus historischen Überlieferungen und alten Wandmalereien (wie den Höhlenmalereien aus Dunhuang) einige Formen der stehenden konghou zu rekonstruieren. Erst in den 1980er Jahren,  als ein neuer Typ konghou mit Stegen in M-Form hergestellt wurde, fand sie wieder Einzug in die Musikszene.
Erbauer der modernen konghou war Zhou Guang Yuen, Professor am  Shenyang Konservatorium für Musik. Die neue konghou wurde auf der Basis der alten stehenden Harfe gebaut, ähnelt jedoch mehr der westlichen Konzertharfe und teilt einige Merkmale mit der guzheng. Im Gegensatz zur Konzertharfe hat die konghou jedoch 2 Reihen mit jeweils 36 Saiten und 7 Pedalen. Die paarweise, auf den gegenüberliegenden Seiten des Instrumentes angeordnete Saiten sind jeweils auf dieselbe Note abgestimmt. Durch diese Bauform wurde es möglich, eine 12-Ton-Skala zu spielen. Aufgrund der Stegenform wird diese Konghou als „Harfe mit kranichförmigen Stegen“ bezeichnet bzw. als M-Konghou.
Mit der M-Konghou können sowohl alte und moderne chinesische Stücke als auch westliche Harfemelodien gespielt werden, und durch die beiden gleichgestimmten Saitenreihen entsteht der musikalische Effekt zweier Harfen. Die M-Konghou kann mit beiden Händen gleichzeitig gespielt werden und ist besonders für schwierige Spieltechniken geeignet, wie Vibrato oder gebogene Töne.
Bekannte M-Konghou-Spieler sind Joy Yu Hoffmann und Cui Junzhi, die neue Spieltechniken entwickelte.